# Phân tâm học
Phân tâm học không phải một chuyên ngành chính thống của tâm lý học, là một tập hợp các lý thuyết và kỹ thuật trị liệu liên quan đến việc nghiên cứu tâm trí vô thức, cùng tạo thành một phương pháp điều trị các rối loạn tâm thần, một phương pháp lâm sàng để điều trị bệnh lý tâm thần thông qua đối thoại giữa bệnh nhân và nhà tâm lý học. Ngành học được thành lập vào đầu những năm 1890 bởi nhà thần kinh học người Áo Sigmund Freud, người đã giữ lại thuật ngữ "psychoanalysis" cho trường phái tư tưởng của riêng mình, và một phần xuất phát từ công trình lâm sàng của Josef Breuer và những người khác. Phân tâm học sau đó được phát triển theo nhiều hướng khác nhau, chủ yếu là bởi các sinh viên của Freud, chẳng hạn như Alfred Adler và cộng sự của ông, Carl Gustav Jung, cũng như bởi các nhà tư tưởng  Freud mới, như Erich Fromm, Karen Horney, và Harry Stack Sullivan.

## Các nhánh
Dưới tầm ảnh hưởng rộng lớn của phân tâm học, đã có ít nhất 22 nhánh lý thuyết nghiên cứu về sự phát triển tâm trí con người. Nhiều phương pháp tiếp cận khác trong trị liệu cũng được gọi là "phân tâm" lại khác xa so với lý thuyết. Thuật ngữ phân tâm học cũng dùng cho một phương pháp nghiên cứu về sự phát triển ở trẻ em.

## Phân tâm học của Freud
Phân tâm học cổ điển của Freud là một phương pháp trị liệu đặc thù, mà người được phân tích (phân tích bệnh nhân) sẽ nói ra những ý nghĩ của mình, qua những liên tưởng tự do, những huyễn tưởng và các giấc mơ, từ đó nhà phân tâm sẽ rút ra kết luận về những xung đột vô thức là nguồn gốc đang gây ra các triệu chứng và biểu hiện đặc trưng ở những bệnh nhân, rồi diễn giải chúng cho họ bừng hiểu để từ đó có giải pháp cho những nan đề của mình.

### Khái niệm cơ bản
Theo Freud, phân tâm học là một phương pháp điều trị y tế dành cho những người mắc các bệnh tâm lý. Phương pháp này là một quá trình trao đổi bằng lời nói giữa bác sĩ và bệnh nhân (hay còn gọi là người được phân tâm - l'analysé).

#### Các hành vi lỡ (les actes manqués)
Các hành vi lỡ là các hành vi như sau:
- Một lỗi xảy ra khi một người nói hoặc viết (một lapsus). Một hay một vài từ bị bỏ qua khi một người đọc. Một vài tiếng bị nghe nhầm thành tiếng khác. (Trong tất cả các trường hợp, các bộ phận tiếp nhận như tai hay mắt, hay các bộ phận vận động như tay, được giả sử là không có vấn đề gì).
- Một tình trạng quên tạm thời, ví dụ như tự dưng ta không nhớ được tên của một thứ gì đó mà ta biết là ta biết, và một lúc sau ta nhớ ra. Hay tự dưng ta quên làm một việc mà ta phải làm, nhưng sau đó ta lại nhớ ra.
- Một tình trạng không thể tìm ra. Chẳng hạn như khi ta không tìm được một vật mà ta đã cất ở đâu đó.

Một cách giải thích được đề xuất cho các hành vi lỡ là: đây là hệ quả của hai ý định trái ngược nhau (của người thực hiện hành vi lỡ).

## Phân tâm học chia ba
Phân tâm học (viết tắt của Phân tích tâm lý học, tiếng Anh: Psychoanalysis) là tập hợp những lý thuyết và phương pháp tâm lý học có mục đích tìm hiểu những mối quan hệ vô thức của con người qua tiến trình liên tưởng. Nó được khởi thảo bởi Sigmund Freud, một bác sĩ người Áo. Phân tâm học chuyên sâu nghiên cứu về con người. Phân tâm học mô tả con người có "cấu trúc" tinh thần gồm ba phần giao thoa với nhau: nó (E: It; F: Le Ca; G: das Es), cái tôi (E: Ego; F: Le Moi; G: das Ich) và cái siêu tôi (E: Super ego; F: Le Surmoi; G: das Über-Ich).

## Phân tâm học 6 luận thuyết
Những luận thuyết cơ bản của phân tâm học chủ yếu bao gồm:
1. Hành vi, kinh nghiệm và nhận thức của con người phần lớn được định hình bởi các xung năng bẩm sinh và phi lý.
2. Những xung năng này mang bản chất vô thức.
3. Quá trình cố đưa những xung năng này "trồi" lên bề mặt ý thức sẽ gây ra những kháng cự tâm lý, được biểu hiện qua các cơ chế phòng vệ.
4. Bên cạnh những cấu trúc tâm thần mang tính bẩm sinh đó, sự phát triển của một cá nhân còn được định hình bởi những sự kiện thuở ấu thời.
5. Những xung đột giữa ý thức về thực tại với phần vô thức của hệ tâm thần (tạo nên sự dồn nén) có thể là nguồn gốc của những chứng rối nhiễu tâm trí như chứng nhiễu tâm, phân tâm, lo âu, trầm uất, v.v...
6. Phương thức để giải trừ những ảnh hưởng này từ những nội dung vô thức là đưa các nội dung đó lên bình diện ý thức.

## Phương pháp can thiệp của liệu pháp phân tâm
Điểm đặc trưng cho phương pháp can thiệp của liệu pháp phân tâm là đương đầu và phân tách rõ các cơ chế phòng vệ, những ước muốn và cảm giác tội lỗi mang tính bệnh lý của bệnh nhân. Qua sự phân tích những xung đột và sự tác động của nó gây ra những kháng cự tâm lý và hiện tượng chuyển di vào nhà phân tích qua những hành vi bị bóp méo, liệu pháp phân tâm có thể đưa ra những giả thuyết về vô thức chính là những kẻ thù tệ hại nhất của các bệnh nhân: cách thức mà những hành động mang tính biểu trưng và vô thức đã bị kích thích bởi những trải nghiệm đang gây ra các triệu chứng. Lý thuyết này đã bị chỉ trích rất nhiều, có quan điểm cho rằng đó là một hệ lý thuyết phi khoa học; nhưng dù vậy, liệu pháp phân tâm vẫn đang được rất nhiều nhà tâm lý hiện nay ứng dụng.